# Whistler Geyser
Pour les articles homonymes, voir Whistler.
Whistler Geyser est une série de petits trous fumants situés dans la zone thermale de Joseph's Coat Springs, à l'extrémité ouest du sommet Mirror Plateau à la tête du ruisseau Broad Creek dans le parc national de Yellowstone aux États-Unis. Aucun sentier marqué ne permet d'accéder à la zone thermale isolée de Joseph's Coat Springs. Whistler Geyser a été découvert par le capitaine W. A. Jones en 1873 lors du Hayden Geological Survey de 1873. En 1884, Arnold Hague et Walter Weed visitèrent la région et récoltèrent des données sur les sources chaudes lors du Hague Geological Survey. Hague l'a nommé Whistler (siffleur) à cause du bruit qu'il fait.